# カスティリオーネ・ディ・ガルファニャーナ
カスティリオーネ・ディ・ガルファニャーナ（伊: Castiglione di Garfagnana）は、イタリア共和国トスカーナ州ルッカ県にある、人口約1,700人の基礎自治体（コムーネ）。

## 地理

### 位置・広がり
ルッカ県北部に位置する。

#### 隣接コムーネ
隣接するコムーネは以下の通り。括弧内のMOはモデナ県、REはレッジョ・エミリア県所属を示す。
- フラッシノーロ (MO)
- ピエーヴェ・フォシャーナ
- ピエヴェペーラゴ (MO)
- ヴィッラ・コッレマンディーナ
- ヴィッラ・ミノッツォ (RE)

### 気候分類・地震分類
カスティリオーネ・ディ・ガルファニャーナにおけるイタリアの気候分類 (it) および度日は、zona E, 2784 GGである。
また、イタリアの地震リスク階級 (it) では、zona 2 (sismicità media) に分類される。

## 行政

### 分離集落
カスティリオーネ・ディ・ガルファニャーナには以下の分離集落（フラツィオーネ）がある。
- Boccaia
- Campori
- Casone di Profecchia
- Cerageto
- Chiozza
- Col d'Arciana
- Filippe
- Isola
- Massasassorosso
- Pagaia
- Passo Radici
- Pian di Cerreto
- Mozzanella
- Pozzatelle
- Prunaccio
- San Pellegrino in Alpe
- Valbona

## 文化・観光
「イタリアの最も美しい村」クラブ加盟コムーネである。

## 姉妹都市
- イゾラ、フランス 2010年